# Маленькі війни
«Маленькі війни» — набір правил гри з іграшковими солдатиками, написаний англійським романістом Гербертом Веллсом у 1913 році. У книзі, яка мала повну назву «Маленькі війни: гра для хлопчиків від дванадцяти до ста п'ятдесяти років і для більш розумних дівчат, які люблять хлоп'ячі ігри та книжки», подано прості правила мініатюрних військових ігор. Хоча вперше надруковано в 1913 році, оновлена версія була випущена в 2004 році.
Твір згадується в одній з інших книг Веллса, «Джоан і Пітер», де чуйний молодий чоловік на ім'я Банні Каспард під час Великої війни намагається з усіх сил порівняти своє життя в армії як більшу версію посібника.

## Зміст
«Маленькі війни», на думку деяких, є першою сучасною настільною військовою грою. Книга містила досить прості правила для піхоти, кавалерії та артилерії у формі іграшкової 4,7-дюймової гармати, яка запускала снаряди, зазвичай маленькі дерев'яні шканти, щоб збивати ворожих солдатів. На додаток до цього під час військової гри, книга натякає на кілька філософських аспектів війни.
Книга написана у вигадливому стилі та ілюстрована малюнками і фотографіями гри, яку Веллс описує в книзі. Уеллс також подає опис гри з точки зору одного з генералів, який брав участь у битві, пишномовно розповідаючи про неї у своїх спогадах.

## Розвиток

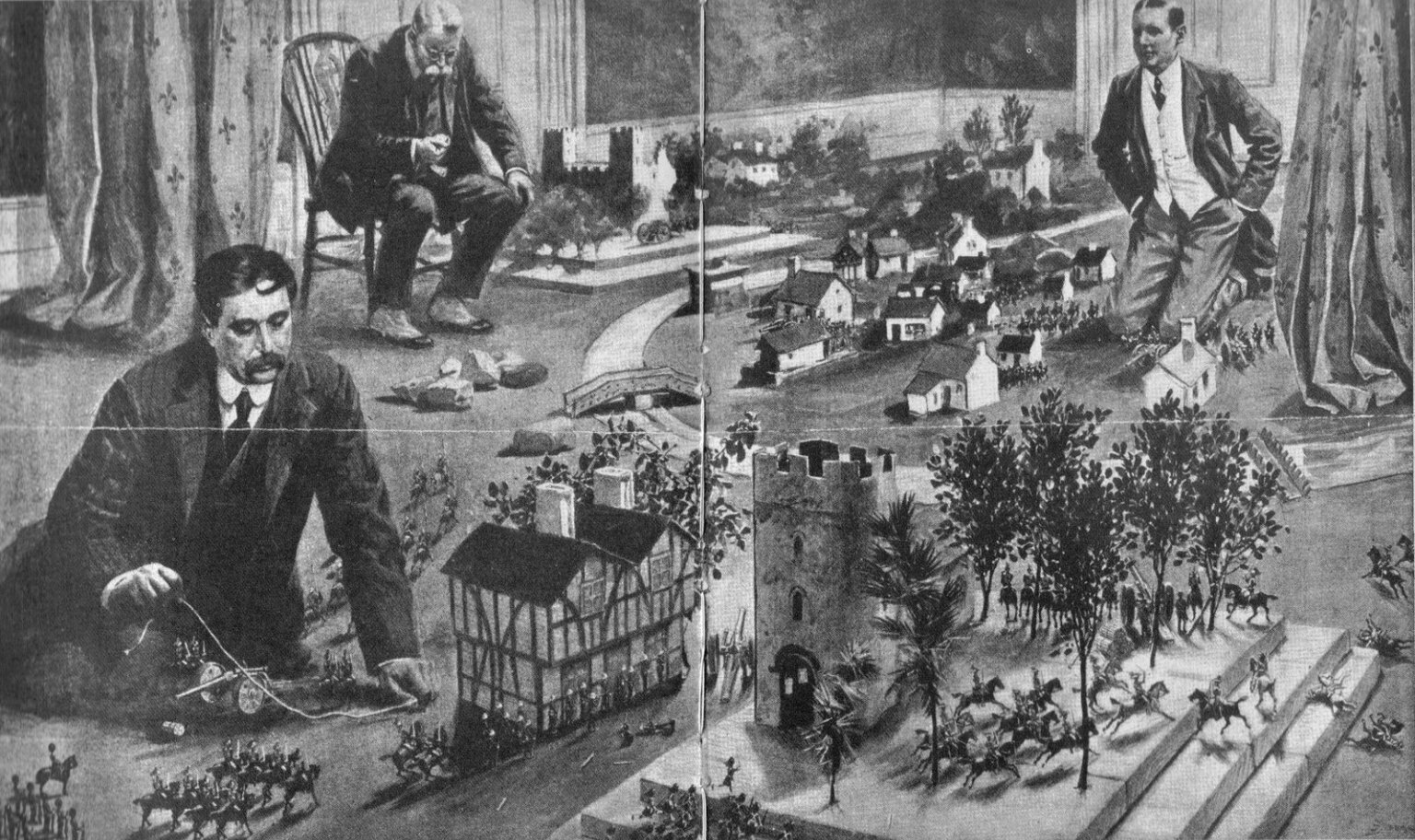
Герберт Веллс грає у військову гру з іграшковими солдатиками фірми W. Britain за правилами «Малих воєн». Веллс використовує шматок мотузки, розрізаний на задану відстань, на яку можуть рухатися його солдати. Суддя сидить у кріслі з секундоміром, який відміряє час Веллса. Супротивник Веллса чекає своєї черги, щоб рухатися і стріляти з гармати в солдатів Уеллса.

Розробка гри пояснюється, а думки Веллса про війну, оскільки він, як відомо, був пацифістом, розкриваються в його творах. За словами Веллса, ідея гри виникла після візиту його друга Джерома К. Джерома. Після обіду Джером почав стріляти в іграшкових солдатиків із іграшкової гармати, а Веллс приєднався до змагань. Вони вирішили, що з додаванням письмових правил можна розробити хорошу гру типу Kriegsspiel. Гра оберталася навколо використання свинцевих порожнистих солдатів, виготовлених W. Britain, і полів битв, виготовлених із будь-яких підручних матеріалів, зазвичай кубиків чи інших іграшок. Були розроблені прості правила пересування, стрільби та ближнього бою з визначеним часом для кожного гравця на рух і вогонь. Веллс також надає розділ «Продовження та посилення Малої війни». У додатку Уеллс наводить «Маленькі війни та Kriegsspiel»; більш складні правила, якими слід грати у більшому просторі, включаючи військову логістику, військових інженерів, кавалерійські атаки та залізничне транспортування військ.

## Видання
«Маленькі війни» вперше опублікував у 1913 році Френк Палмер. Da Capo Press перевидало «Малі війни» в нескороченому вигляді в 1977 році. Згодом було багато інших перевидань, і тепер книга доступна онлайн на сайті Project Gutenberg разом із попередньою книгою-ігрою Веллса під назвою «Ігри на підлозі» (1911). Видання книги 2004 року, опубліковане видавництвом Skirmisher Publishing, включає вступ дизайнера ігор Майкла О. Варголи та передмову Гері Гайгекса.

## Відгуки
К. Бен Острандер зробив огляд нескороченої версії «Маленьких війн» 1977 року в The Space Gamer № 17. Острандер прокоментував, що «існує багато лінійних малюнків і фотографій автора „в грі“. Хоча вона мало корисна для сучасного геймера, ця книга є цікавою книгою».